# Igreja Episcopal de São João
Igreja Episcopal de St. John, Lafayette Square é uma igreja episcopal histórica localizada na Sixteenth Street e na H Street NW, em Washington, DC O edifício Greek Revival, projetado por Benjamin Latrobe, fica ao lado da Lafayette Square, a um quarteirão da Casa Branca. É frequentemente chamada de Igreja dos Presidentes .
Todo presidente em exercício frequenta a igreja pelo menos uma vez desde que foi construída em 1816, começando com James Madison. Com exceções de Richard Nixon e Joe Biden, todo presidente desde Franklin D. Roosevelt participou de cultos espirituais no dia da inauguração, muitos em St. John's. Foi designado um marco histórico nacional em 1960.

## História
Organizada como paróquia em 1815, recebeu o nome de São João Evangelista . O edifício foi aberto e o primeiro culto foi realizado na Igreja de São João em 27 de outubro de 1816. O Rev. William Dickinson Hawley serviu como seu reitor de 1817 a 1845, servindo também como capelão do Senado.

### Início e construção
Dois anos depois que Maryland cedeu aos Estados Unidos o território que constitui o atual Distrito de Columbia, a legislatura daquele estado, apreciando a necessidade de suprir as necessidades espirituais dos habitantes episcopais protestantes que residiam lá e, sob sua petição, aprovou o ato de 26 de dezembro de 1794, criando uma nova paróquia, conhecida como Paróquia de Washington - composta por grande parte da Paróquia de Rock Creek, no Condado de Montgomery, Maryland, como Paróquia de São João, no Condado de Prince George's, Maryland, como estava dentro dos limites da nova cidade de Washington. No ano seguinte, uma sacristia foi eleita pelos episcopais do extremo leste da nova paróquia, e o Rev. Ralph foi nomeado reitor da carga então organizada e ocupou seu lugar na Convenção de Maryland de 1795. Essa congregação ocupava um pequeno edifício na D Street e na New Jersey Avenue, na parte sudeste de Washington, que desde 1780 era usada como uma capela de facilidade ligada à paróquia de St. John, no condado de Prince George. Em 1806, uma sacristia foi eleita entre as pessoas que adoravam nesta capela e, em 1807, uma nova igreja foi estabelecida naquela vizinhança, chamada Igreja de Cristo.
Em Georgetown, em 1796, os habitantes episcopais protestantes haviam inaugurado um movimento que resultou no estabelecimento de uma igreja dentro da nova paróquia, consagrada em 1809 - de modo que, quando o governo geral foi afastado da Filadélfia, em 1800, os recém-chegados descobriram três locais de culto para episcopais no distrito, dois mencionados anteriormente e o terceiro sendo a igreja de São Paulo na paróquia de Rock Creek; mas muito longe da parte central e mais populosa de Washington para ser praticamente útil naqueles dias de estradas quase intransitáveis. Para suprir essa grande necessidade, os moradores da primeira e segunda enfermarias de Washington, situada entre Georgetown e Sixth Street, no ano de 1814, tomaram medidas decididas para conseguir a construção de uma igreja na parte da cidade mencionada. As pessoas que parecem estar mais ativamente envolvidas neste trabalho foram Thomas H Gillis, James Davidson, Lund Washington, Peter Hagner, John Graham, John Peter Van Ness, Joshua Dawson, William Winston Seaton, Tayloe III e Thomas Munroe, James Thompson, James H. Blake, David Easton e Joseph Gales, Jr.
A primeira entrada no livro de registro mais antigo da igreja, em 10 de maio de 1816, está com estas palavras: 
 "10 de maio de 1816. Em uma reunião de cidadãos, residente na Primeira e Segunda Alas da Cidade de Washington, foi decidido que os seguintes senhores nomeados fossem nomeados curadores para gerenciar os assuntos seculares da Igreja de St. Johns, até que uma Vestry possa ser legalmente nomeada, e candidatar-se à próxima Convenção da Igreja Episcopal Protestante para uma divisão da Paróquia de Washington; de modo a anexar a Paróquia da Igreja de São João, a saber: John Davidson, Peter Hagner, James Thompson, John Peter Van Ness, John Tayloe III, Thomas H Gillis, James H. Blake e Roger C. Weightman ". 

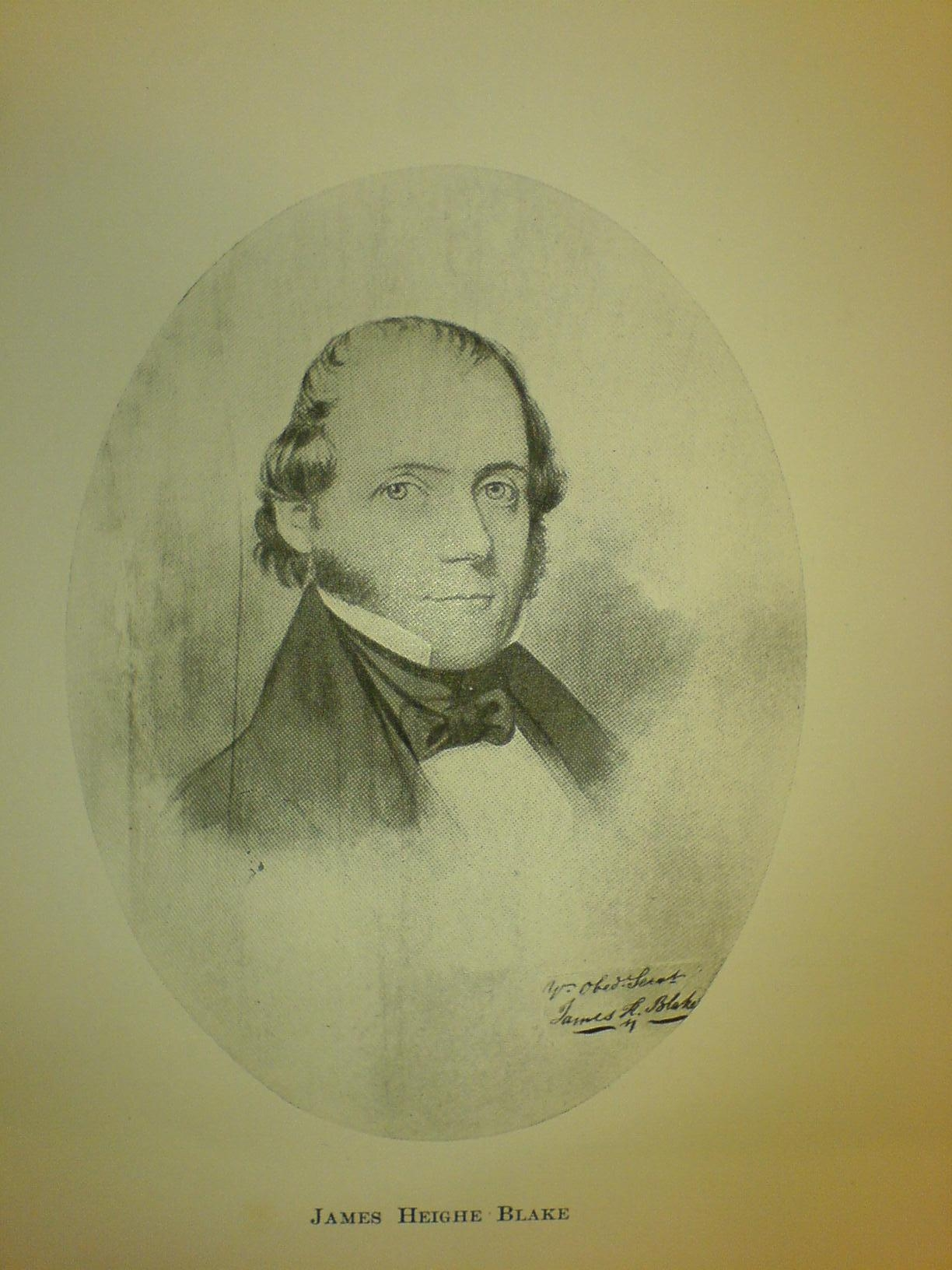
James Heighe Blake
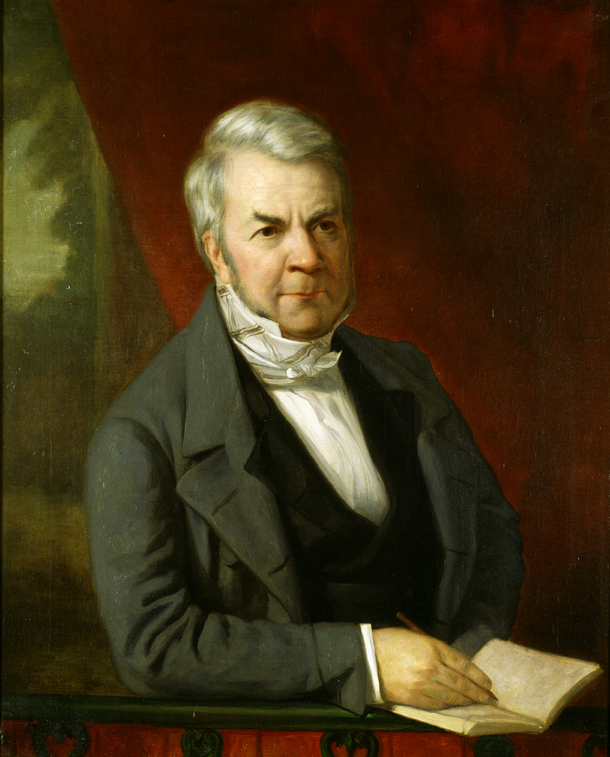
Joseph Gales, Jr. ca. 1844 por George Peter Alexander Healy
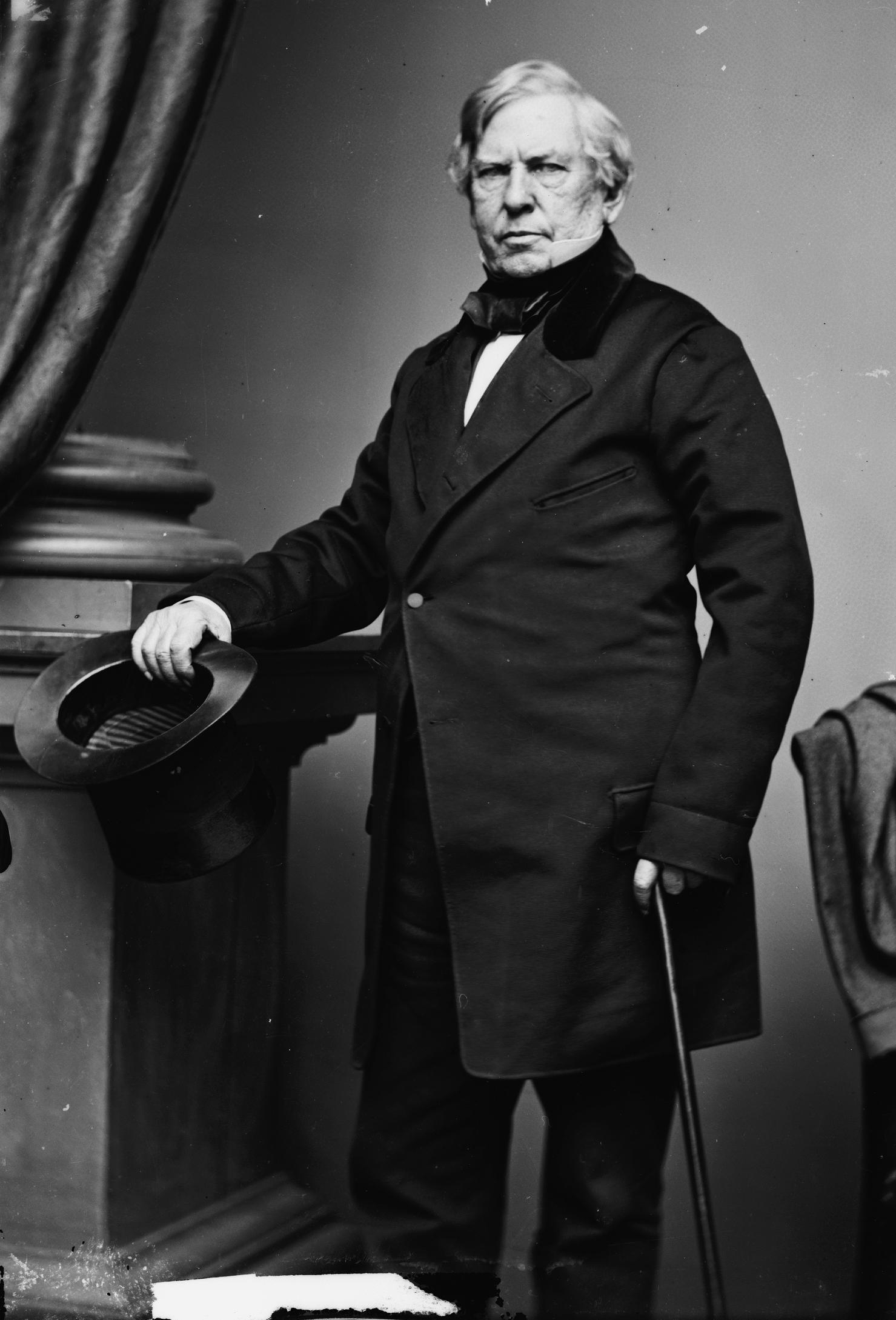
William Winston Seaton, do National Intelligencer
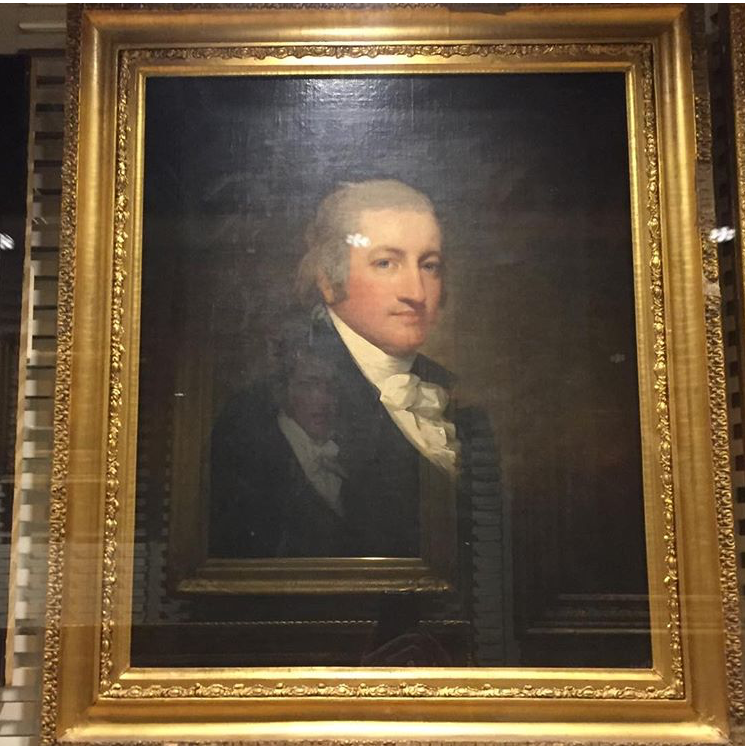
John Tayloe III por Gilbert Stuart em exposição no Metropolitan Museum of Art
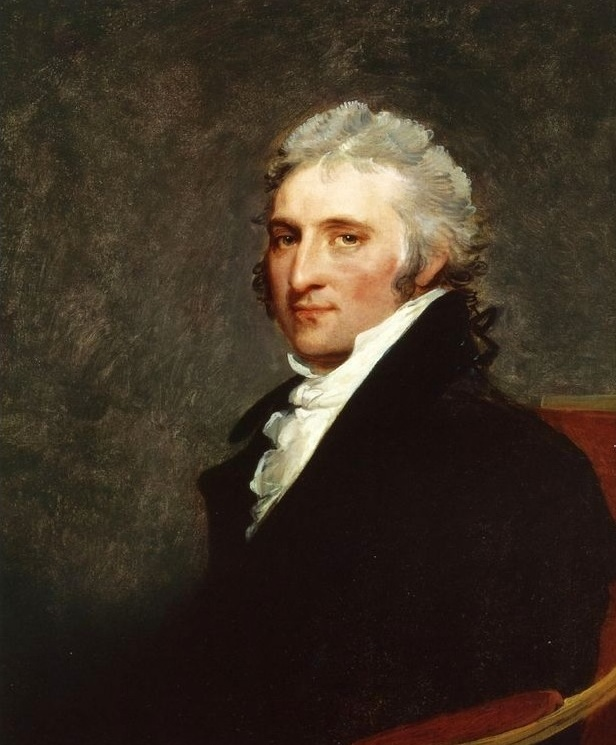
Retrato de John Peter Van Ness 1805 por Gilbert Stuart
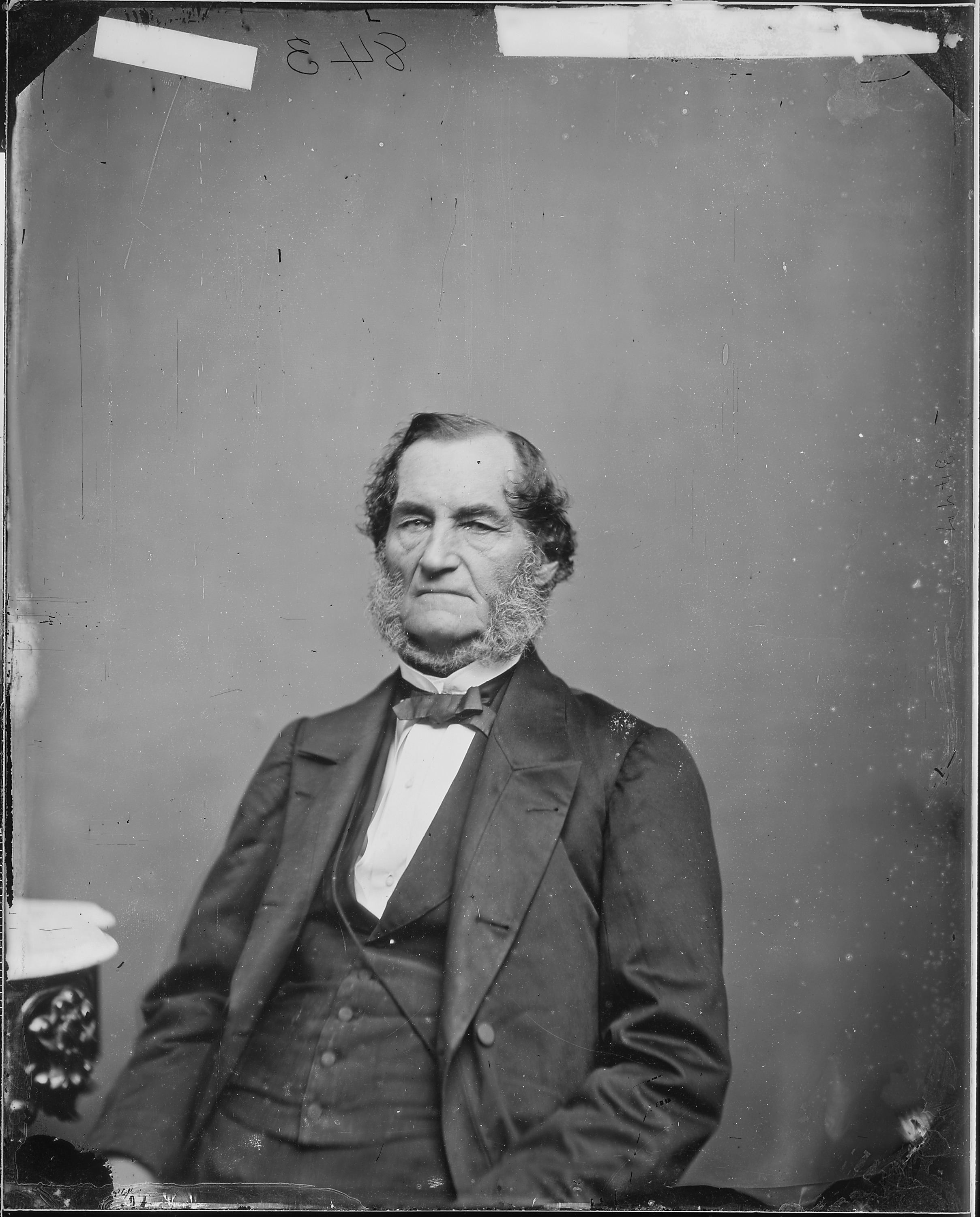
Roger Chew Weightman, prefeito de Washington, DC

 Em 27 de dezembro de 1816, sendo o dia de São João, o bispo James Kemp, de Maryland, realizou as cerimônias de consagração, e os serviços religiosos foram conduzidos pelo bispo e pelo clero correspondente. O edifício da igreja foi projetado por Benjamin Latrobe Esq. E construído sob sua superintendência. Ele se recusou a receber qualquer compensação por seus valiosos serviços, mas a sacristia votou nele como um banco livre de aluguel, em reconhecimento à sua generosidade. Ele recusou, expressando sua preferência por algum sinal que pudesse transmitir aos filhos, e o depoimento assumiu a forma de um pedaço de prato. John Tayloe III doou à paróquia um serviço de comunhão de prata, que o bispo William Meade, em seu trabalho nas antigas igrejas da Virgínia, diz ter sido comprado pelo coronel. Tayloe em uma venda dos efeitos da Igreja Paroquial de Lunenburg / Igreja Farnham no Condado de Richmond, Virgínia, para impedir sua profanação para uso secular.

### Expansão
Em 1842, tornou-se evidente que outros aumentos da capacidade de assentos da igreja eram convenientes e, em uma reunião dos membros do convocador convocada por meio de notificação pública, em 11 de novembro de 1842, um comitê composto por Richard Smith, John Canfield Spencer, Peter Hagner, Benjamin Ogle Tayloe e William Thomas Carroll foram designados para relatar um plano pelo qual o número de bancos deveria ser aumentado, o acesso melhorado às galerias e os interesses dos proprietários existentes devidamente ajustados. O comitê informou em 28 de novembro e no próximo abril, o coronel. John James Abert, general. Winfield Scott, Frank Markoe e Charles Gordon foram nomeados um comitê para levar o plano à prática. Em sua execução, o arranjo original de bancos e corredores, que até então permaneceu substancialmente inalterado, foi bastante alterado. A caixa e os bancos com encosto alto foram trocados por bancos com encosto baixo; o pavimento de tijolos desapareceu com a forma antiga dos corredores; a capela-mor foi aumentada e o púlpito de copo de vinho foi removido.

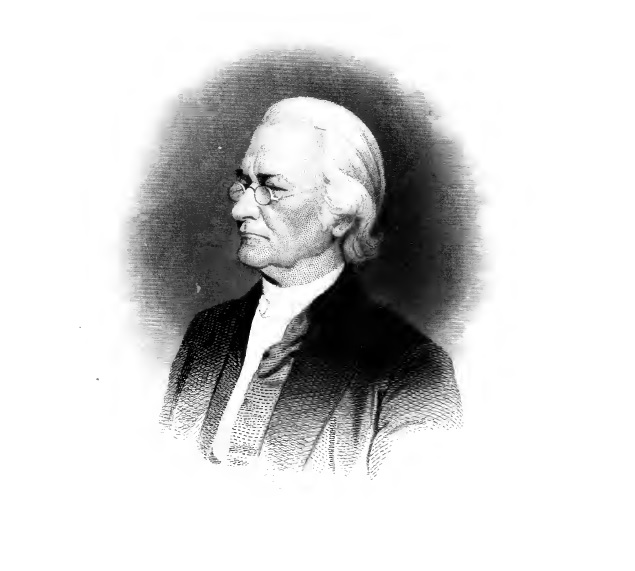
Bispo William Meade
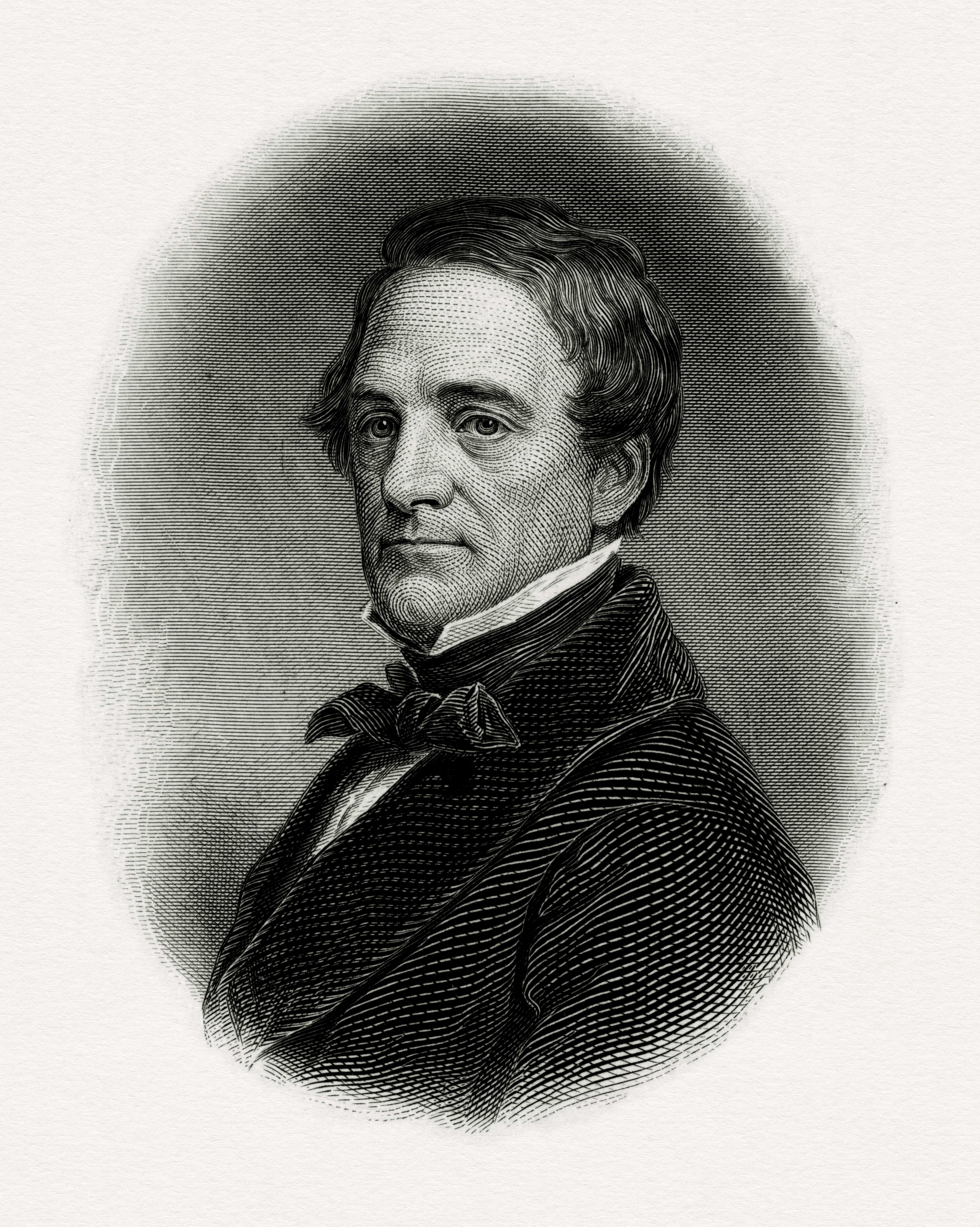
John Canfield Spencer
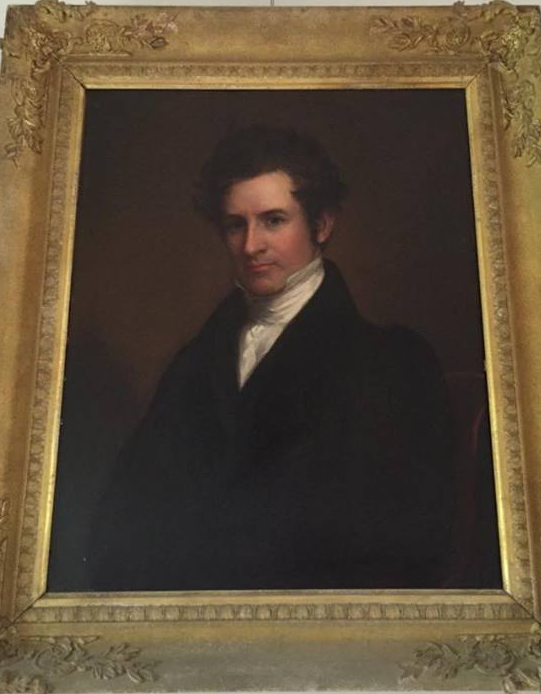
Benjamin Ogle Tayloe por Thomas Sully
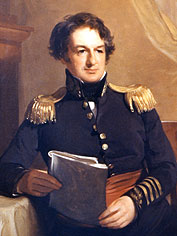
John James Abert
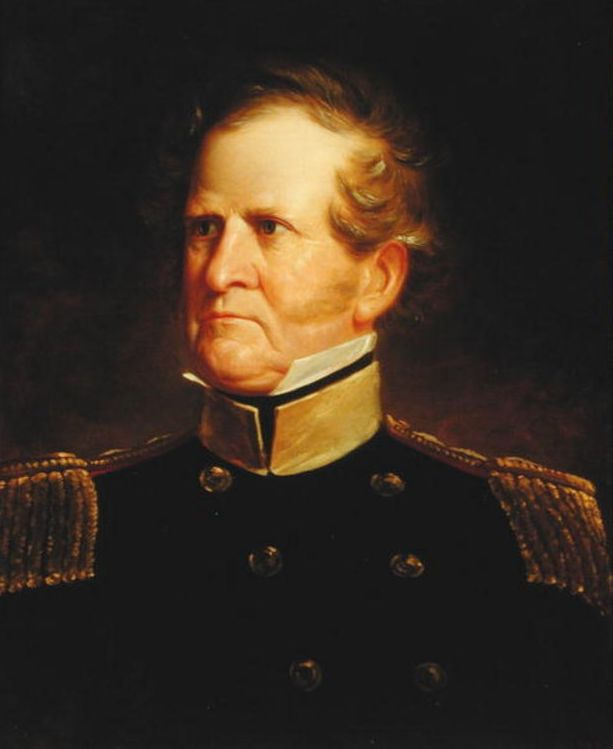
Retrato de Winfield Scott, 1835 por George Catlin
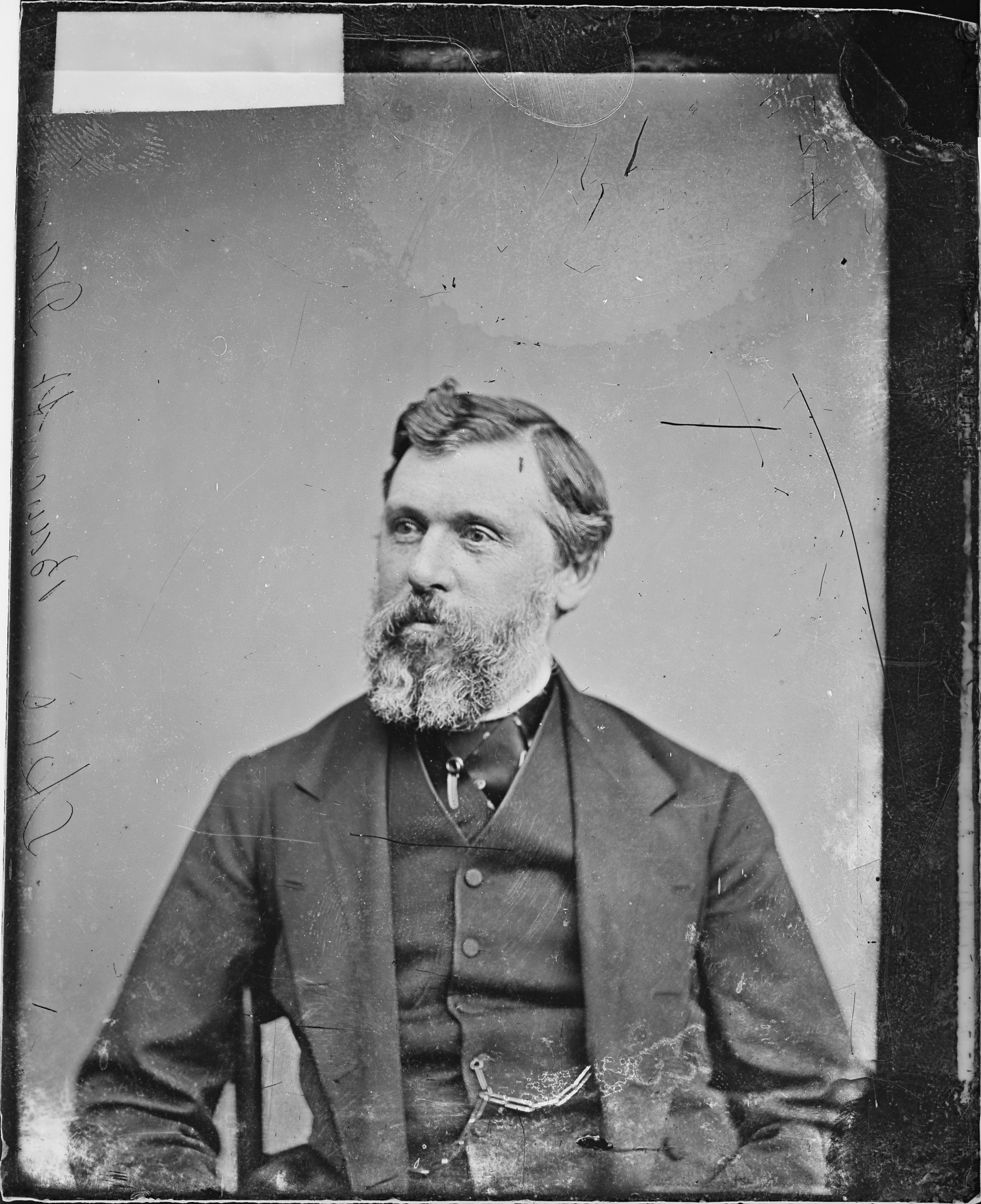
Bancroft Davis

 Mudanças ainda mais extensas foram feitas em 1883, sob a direção do Sr. Bancroft Davis e Gen. Peter V. Hagner, quando quase todas as janelas estavam cheias de vitrais, dedicadas, em sua maioria, aos membros falecidos da congregação. A capela-mor foi consideravelmente ampliada; um novo órgão colocado dentro do trilho da capela-mor; uma adição feita no canto sudeste da igreja para uma capela-mor, e uma nova sala de sacristia, salas de coral e escritórios erguidos. No total, foram adicionadas pelo menos 180 sessões, totalizando 780 lugares sentados na igreja.
Em 1902, o funeral formal do embaixador britânico Lord Pauncefote ocorreu na igreja de St. John.

## Igreja dos Presidentes
Começando com James Madison, todo presidente tem sido um participante ocasional do St. John's devido à afiliação religiosa desproporcionalmente episcopal dos presidentes dos EUA e à proximidade da igreja à mansão executiva. Talvez o participante presidencial mais dedicado tenha sido Abraham Lincoln, que habitualmente se juntava à oração noturna durante a Guerra Civil a partir de um banco traseiro discreto. St. John's é popularmente apelidado de "Igreja dos Presidentes".

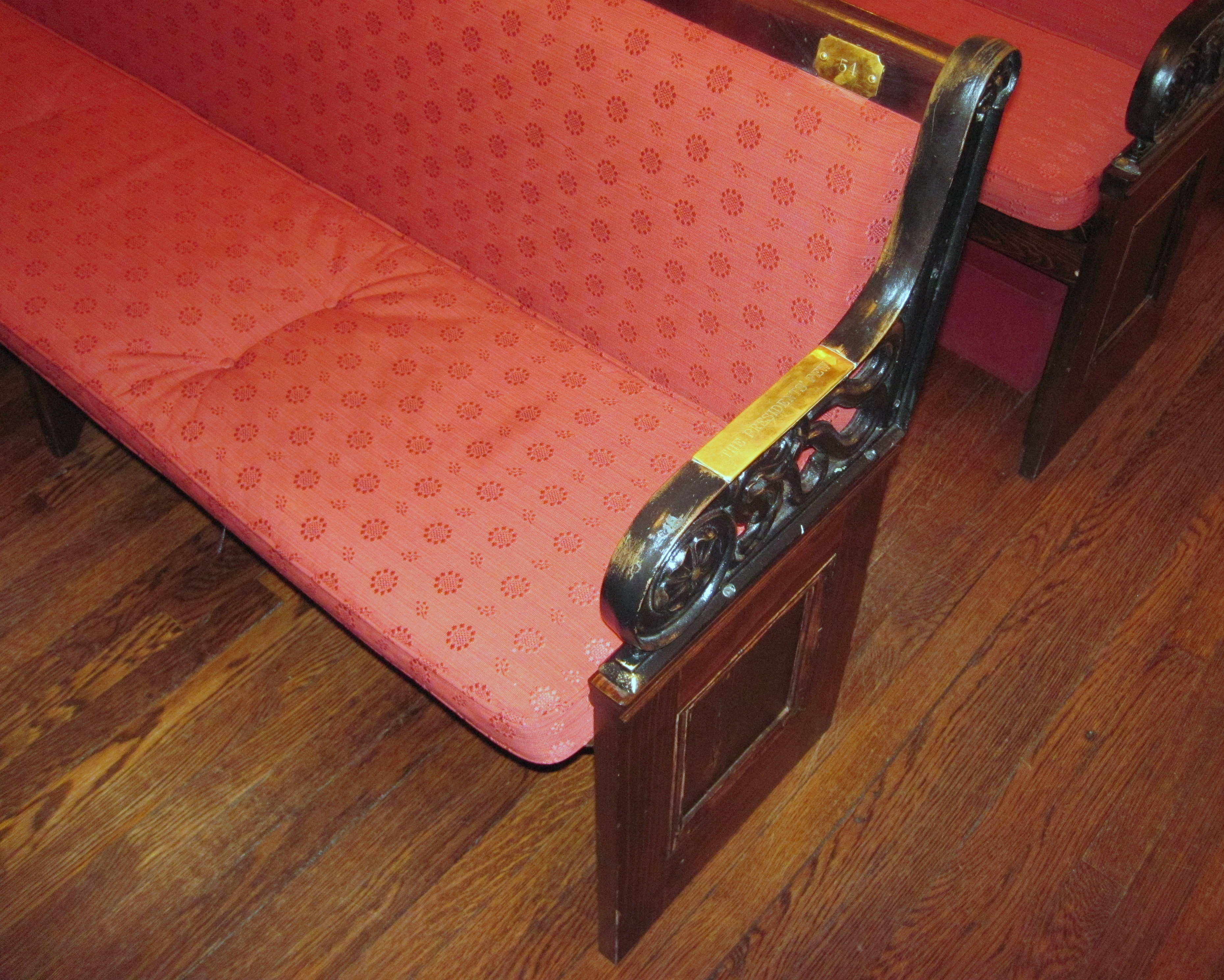
O banco dos presidentes

O presidente James Madison estabeleceu a tradição de um "banco do presidente", selecionando o banco 28 para uso particular em 1816. Durante uma reforma em 1843, os bancos foram renumerados e o banco do presidente tornou-se bancos 58.  O Presidente John Tyler pediu que lhe fossem atribuídos 58 lugares e pagou pelo uso perpétuo pelos presidentes dos Estados Unidos.  Reformas adicionais em 1883 renumeraram o assento para banco 54, e este banco permaneceu reservado para o uso do presidente quando estava presente.  Embora o "banco do presidente" esteja aberto para o uso de qualquer presidente dos EUA que deseje adorar na igreja, durante casamentos e outros eventos, o presidente geralmente fica no banco da frente por questão de protocolo.
O Presidente Chester A. Arthur encomendou uma janela memorial para sua esposa, Ellen Lewis Herndon Arthur, que morreu em 1880, que foi exibida no transepto sul da igreja, visível da Casa Branca e iluminada por dentro a seu pedido.
Durante os protestos de George Floyd em 2020, um incêndio começou fora da igreja e se espalhou para o porão da casa paroquial da igreja, que possui escritórios e creche. Os bombeiros de Washington rapidamente extinguiram o incêndio, e um porta-voz dos bombeiros disse que não houve danos significativos. O presidente Donald Trump mais tarde visitou a igreja depois de falar com os repórteres sobre o protesto. A bispa episcopal de Washington, Mariann Budde, que supervisiona a igreja, criticou o uso de gás lacrimogêneo pelo presidente para limpar o terreno da igreja "como pano de fundo para uma mensagem antitética aos ensinamentos de Jesus".

## Projeto
Em 1966, a Igreja de São João foi colocada no Registro Nacional de Lugares Históricos pelo Departamento do Interior dos EUA .
O edifício da igreja foi projetado por Benjamin Latrobe, arquiteto do Capitólio dos EUA, e é construído com tijolos cobertos de estuque, sob a forma de uma cruz grega . Em 1820, o pórtico e a torre foram adicionados.
O sino da torre de São João pesa quase 1,000 libra (massa) (0,454 kg)   . Foi lançado pelo filho de Paul Revere, Joseph, em sua fundição em Boston em agosto de 1822 e instalado em St. John em 30 de novembro de 1822. O Presidente James Monroe autorizou uma contribuição de US $ 100 em fundos públicos para a compra deste sino da igreja, que também serviu como um sino de alarme para os bairros e edifícios públicos nas proximidades da igreja. O sino de São João é um dos dois sinos Revere em Washington, fundidos e instalados em 1822. Dos dois, no entanto, o sino de São João é o único que está em serviço contínuo desde a sua instalação. Segundo pelo menos dois relatos, sempre que o sino toca por causa da morte de uma pessoa notável, seis homens fantasmagóricos vestidos de branco aparecem no banco do presidente à meia-noite e depois desaparecem.
As obras de arte da igreja incluem duas esculturas de Jay Hall Carpenter, uma cruz da capela em latão polido e Ascent Into Heaven, um anjo de bronze de tamanho natural 3/4 e uma criança com vista para o columbário da igreja.